# Генический морской порт
Генический морской порт — портовый пункт в составе Бердянского морского порта, на берегу Генического (Тонкого) пролива, соединяющий Утлюкский лиман и залив Сиваш Азовского моря, в городе Геническ (Херсонская область). 
Управляется Администрацией Бердянского морского торгового порта (ранее — филиал предприятия Администрация морских портов Украины под руководством Министерства инфраструктуры Украины). 

## История
В 1898 году была завершена 1-я очередь строительства порта. Грузооборот составлял 12 млн пудов (192 тыс. тонн). 
После 1908 года, когда проведены работы второй очереди, — 25 млн пудов (400 тыс.тонн). 
Импортировались зерно, мука, шерсть, соль, уголь, дрова и прочие товары. На погрузке ежедневно было занято до 800 человек. 
После революции порт был восстановлен только к 1930 году, но грузооборот не достиг прежних размеров и составлял 100 тыс. тонн. Прекратилось международные перевозки. 
Затем порт был вновь восстановлен после Великой Отечественной войны. Грузооборот составлял 100—150 тыс. тонн.
В 1980-е годы — 200—250 тысяч тонн.
До 8 июня 2001 года был портопунктом Скадовского морского порта, затем стал портопунктом Бердянского морского порта. 
По состоянию на 2016 год не работает из-за обмеления акватории.

## Описание
Порт имеет два причала по оба берега Генического пролива длиной 200 и 164 м. Установлено 5 портальных кранов г/п от 5 до 20 тонн, также ж/д весы 150 тонн, автовесы 30 тонн. 
От ж/д линии Новоалексеевка — Геническ к порту подходит ж/д ветка.
Флот (на начало 1990-х):
1. 2 самоходных рейдовых плашкоута (г/п по 150 тонн)
2. буксир (225 л. с.)
3. плавкран «Блейхерт» (г/п 15 тонн)

Деятельность:
1. транспортная обработка грузов — на 28.10.2008 указана единственной деятельностью порта
2. разгрузочно-нагрузочные работы
3. нагружение на судна грузов (глина, уголь, песок, каолин, сера)
4. добыча морского песка
5. морские буксирные услуги